# Peperomia tatei
Peperomia tatei är en pepparväxtart som beskrevs av Truman George Yuncker. Peperomia tatei ingår i släktet peperomior, och familjen pepparväxter. Inga underarter finns listade i Catalogue of Life.